# Ришњовце
Ришњовце (слч. Rišňovce) насељено је мјесто са административним статусом сеоске општине (слч. obec) у округу Њитра, у Њитранском крају, Словачка Република.

## Становништво
| Година:    | 1994. | 2004.   | 2014.   | 2024.   |
| ---------- | ----- | ------- | ------- | ------- |
| Број људи: | 1909  | 1988    | 2054    | 2132    |
| Разлика:   |       | +4,13 % | +3,31 % | +3,79 % |

| Година:    | 2023. | 2024.   |
| ---------- | ----- | ------- |
| Број људи: | 2121  | 2132    |
| Разлика:   |       | +0,51 % |

Према подацима о броју становника из 2011. године насеље је имало 2.085 становника.